# Dinnerladies
Dinnerladies är en brittisk komediserie som sändes i två säsonger på BBC mellan 1998 och 2000.

## Handling
Dinnerladies utspelar sig i en lunchrestaurang på ett företag i Manchester.

## Utmärkelser
Dinnerladies har bland annat vunnit British Comedy Awards Best TV Comedy 2000.

## Rollista i urval
- Victoria Wood - Brenda
- Thelma Barlow - Dolly
- Andrew Dunn - Tony
- Shobna Gulati - Anita
- Celia Imrie - Philippa Moorcroft
- Maxine Peake - Twinkle
- Duncan Preston - Stan
- Anne Reid - Jean
- Julie Walters - Petula Gardeno
- Sue Devaney - Jane